# Bruce Ford
Bruce Ford   (Victoria, 18 de setembre de 1954) és un remer canadenc, ja retirat, que va competir durant les dècades de 1970 i 1980.
El 1984 va prendre part en els Jocs Olímpics d'Estiu de Los Angeles, on va guanyar la medalla de bronze en la competició del quàdruple scull del programa de rem. Formà equip amb Doug Hamilton, Mike Hughes i Phil Monckton. Quatre anys més tard, als Jocs de Seül, fou desè en la prova del doble scull.
En el seu palmarès també destaca una medalla d'or als Jocs Panamericans de 1979 i als Jocs de la Commonwealth de 1986, ambdues en el doble scull.
Educat a la Brentwood College School, a l'illa de Vancouver, i a la Universitat de la Colúmbia Britànica, una vegada retirat passà a treballar com a biòleg ambiental a Vancouver.